# Sudan, Texas
Sudan är en ort i Lamb County i delstaten Texas, USA.